# جام جهانی ویوا ۲۰۱۲
جام جهانی ویوا ۲۰۱۲ (به انگلیسی: 2012 VIVA World Cup)، پنجمین جام جهانی ویوا، تورنمنت بین‌المللی برای فوتبال بود که در سال ۲۰۱۲ برگزار شد و به تیم‌هایی که عضو فیفا نیستند در این مسابقات شرکت کردند. در این جام، کردستان برگزار و این تیم قهرمان شد. العراقیه با ان اف بورد برای پخش این مسابقات قرارداد بست.
| قهرمان جام جهانی ویوا ۲۰۱۲ |
| کردستان اولین بار          |
| -------------------------- |